# Tyler Adams
Tyler Shaan Adams (Wappingers Falls, Nueva York, 14 de febrero de 1999) es un futbolista estadounidense que juega de centrocampista en el AFC Bournemouth de la Premier League.

## Trayectoria

### Juventud
Se unió a la New York Red Bulls Academy en 2011 y jugó con los equipos sub-13, sub-14 y sub-16 antes de convertirse en profesional.

### New York Red Bulls

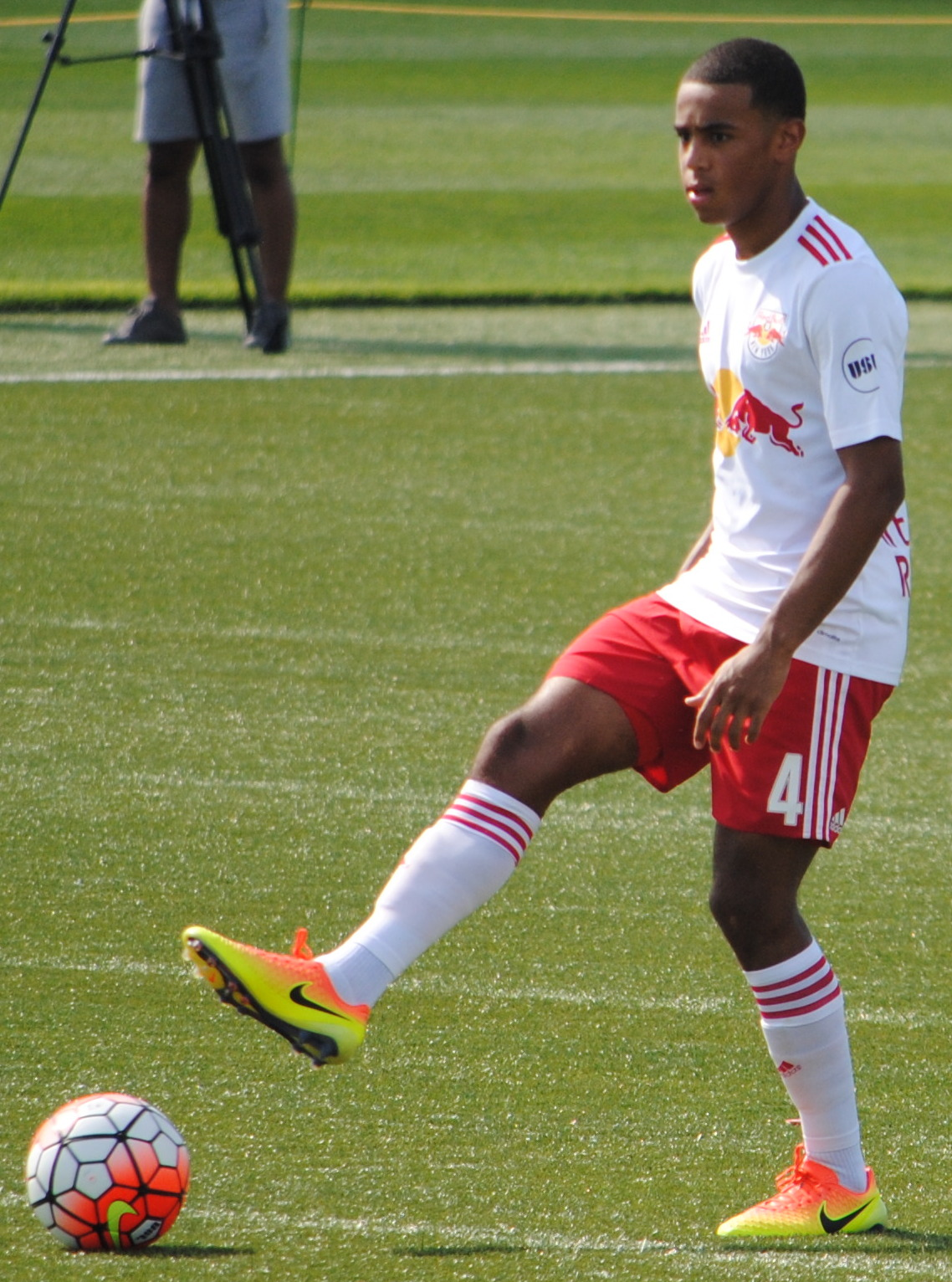
Adams con los New York Red Bulls II

El 19 de marzo de 2015 firmó con New York Red Bulls II, el equipo de reserva senior del club que juega en la USL Championship.

Adams hizo su debut con el equipo el 4 de abril de 2015, en una victoria por 4-1 sobre Toronto FC II, la primera victoria en la historia del club.
Después de aparecer regularmente para NYRB II durante la temporada 2016, Adams ayudó al club a una victoria por 5-1 sobre Swope Park Rangers en la final de la Copa de la USL de 2016.

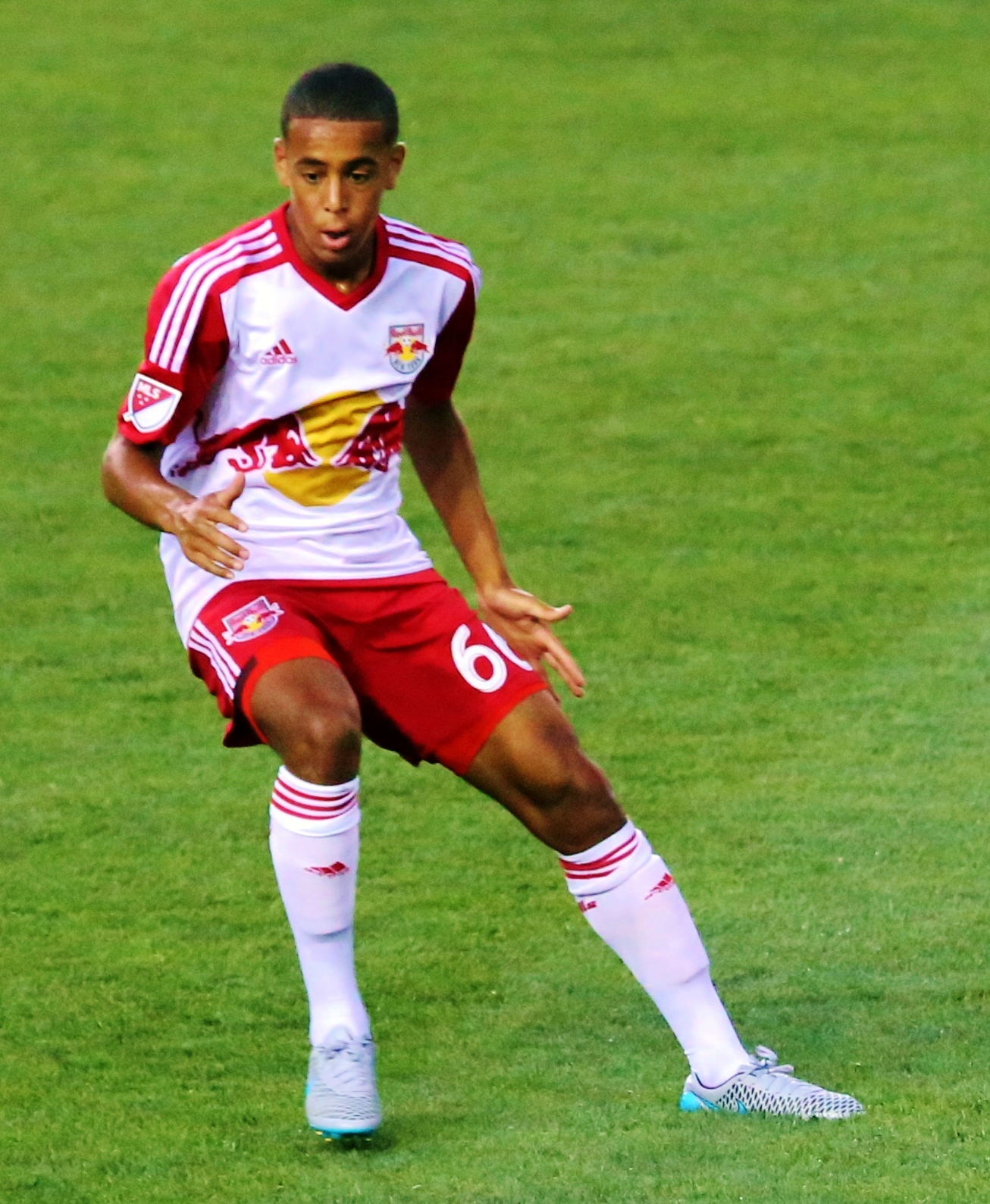
Adams jugando con el New York Red Bulls en 2016

El 23 de julio de 2015 hizo su debut con el primer equipo de los New York Red Bulls en un partido amistoso contra los campeones de la Premier League Chelsea. Marcó el segundo gol del partido, con un cabezazo que superó a Asmir Begović en el minuto 69 para que los Red Bulls ganaran 4-2.
Firmó su primer contrato con el equipo senior el 3 de noviembre de 2015 y se unió al primer equipo en el campo de entrenamiento de pretemporada en 2016. Hizo su primera aparición en el banco de MLS como suplente no utilizado el 1 de abril de 2016, durante una derrota por 1-0 ante el New England Revolution y el 13 de abril hizo su debut en la MLS, comenzando contra los San Jose Earthquakes antes de regresar a Red Bulls II cedido por el resto de la temporada.
Surgió como titular habitual del equipo senior de Red Bulls en la temporada 2017. El 15 de agosto de 2017 ayudó a Nueva York a lograr una victoria por 3-2 sobre el FC Cincinnati, asistiendo en el minuto 77 de Bradley Wright-Phillips. igualada. Con la victoria, Nueva York alcanzó su primera final de Open Cup desde la 2003. Anotó sus dos primeros goles en la MLS en un empate 3-3 con el D. C. United el 27 de septiembre de 2017.
El 13 de marzo de 2018 abrió el marcador para Nueva York en una victoria por 3-1 sobre el Club Tijuana, ayudando al club a avanzar a las semifinales de la Liga de Campeones de la Concacaf por primera vez.

### R. B. Leipzig
Se unió al RB Leipzig en enero de 2019, reuniéndolo con el exentrenador Jesse Marsch. Hizo su primera apertura en la liga el 27 de enero en una victoria por 4-0 contra Fortuna Düsseldorf. El 16 de febrero registró su primera asistencia en la Bundesliga en una victoria por 3-1 sobre el VfB Stuttgart. Se perdió la totalidad de los juegos de abril debido a una lesión en el aductor, y hasta entonces Leipzig no había perdido ni un solo juego con él en el campo. El 16 de mayo regresó al equipo, y once días después comenzó la final de la Copa de Alemania contra el Bayern de Múnich ante el que Leipzig perdió 0-3.
Una lesión en la ingle lo mantuvo fuera de juego durante el verano de 2019 y la primera mitad de la temporada Bundesliga 2019-2020. Regresó para el último partido antes de las vacaciones de invierno, jugando 86 minutos en la victoria por 3-1 sobre el F. C. Augsburgo. El 10 de marzo debutó en la Liga de Campeones de la UEFA en el partido de vuelta contra el Tottenham Hotspur, cuando entró en el minuto 56 como sustituto de Nordi Mukiele, que sufrió una lesión en la cabeza. Se perdió el partido de ida debido a una lesión leve en la pantorrilla. El juego terminó 3-0 (4-0 en total) con Leipzig victorioso y avanzando a la siguiente ronda.
El 13 de agosto de 2020 anotó el gol de la victoria para Leipzig en la victoria por 2-1 sobre el Atlético de Madrid, ayudando al club a avanzar a las semifinales de la Liga de Campeones de la UEFA por primera vez.

### Inglaterra
Se unió al Leeds United con un contrato de cinco años por una tarifa de transferencia de £ 20 millones el 6 de julio de 2022. Hizo su debut en la liga con el Leeds el 6 de agosto como parte de la alineación titular en su primer partido de la temporada, una victoria en casa por 2-1 sobre el Wolverhampton Wanderers. Después de impresionar durante varios meses en el centro del mediocampo, Adams se lesionó el tendón de la corva en una sesión de entrenamiento antes de la victoria del Leeds el 18 de marzo sobre los Wolves y se sometió a una cirugía en el tendón de la corva más tarde ese mes. No jugó para el club ni internacionalmente durante el resto de la temporada.
El 20 de agosto de 2023 fichó por el AFC Bournemouth de la Premier League con un contrato de cinco años.

## Selección nacional
Ha representado a los Estados Unidos en los niveles sub-15, sub-17 y sub-20. Apareció en todos los partidos de su equipo en el Campeonato Sub-17 de CONCACAF 2015 en Honduras, ayudando a Estados Unidos a clasificar para la FIFA 2015. En mayo de 2017 jugó todos los partidos con Estados Unidos en la Copa Mundial Sub-20 de la FIFA 2017 en Corea del Sur. El 14 de noviembre de 2017 jugó su primer partido internacional con la selección absoluta, participando los 90 minutos completos en un empate 1-1 con Portugal. El 11 de septiembre de 2018 anotó un gol contra México en un amistoso en el Estadio Nissan en Nashville, Tennessee.
En junio de 2019 fue nombrado miembro del equipo de la Copa Oro CONCACAF 2019,
pero se vio obligado a renunciar debido a una lesión.

## Estadísticas

### Clubes
Actualizado al último partido disputado el 25 de mayo de 2025.
| Club                              | Div.          | Temporada     | Liga  | Liga  | Liga   | Copas nacionales | Copas nacionales | Copas nacionales | Copas internacionales | Copas internacionales | Copas internacionales | Total | Total | Total  |
| Club                              | Div.          | Temporada     | Part. | Goles | Asist. | Part.            | Goles            | Asist.           | Part.                 | Goles                 | Asist.                | Part. | Goles | Asist. |
| --------------------------------- | ------------- | ------------- | ----- | ----- | ------ | ---------------- | ---------------- | ---------------- | --------------------- | --------------------- | --------------------- | ----- | ----- | ------ |
| New York Red Bulls Estados Unidos | 1.ª           | 2015          | 0     | 0     | 0      | 1                | 0                | 0                | ―                     | ―                     | ―                     | 1     | 0     | 0      |
| New York Red Bulls Estados Unidos | 1.ª           | 2016          | 1     | 0     | 0      | 0                | 0                | 0                | 3                     | 0                     | 0                     | 4     | 0     | 0      |
| New York Red Bulls Estados Unidos | 1.ª           | 2017          | 27    | 2     | 4      | 5                | 0                | 1                | 0                     | 0                     | 0                     | 32    | 2     | 5      |
| New York Red Bulls Estados Unidos | 1.ª           | 2018          | 31    | 0     | 4      | 1                | 0                | 0                | 6                     | 1                     | 1                     | 38    | 1     | 5      |
| New York Red Bulls Estados Unidos | Total club    | Total club    | 59    | 2     | 8      | 7                | 0                | 1                | 9                     | 1                     | 1                     | 75    | 3     | 10     |
| R. B. Leipzig · Alemania          | 1.ª           | 2018-19       | 10    | 0     | 2      | 2                | 0                | 0                | ―                     | ―                     | ―                     | 12    | 0     | 2      |
| R. B. Leipzig · Alemania          | 1.ª           | 2019-20       | 14    | 0     | 0      | 0                | 0                | 0                | 3                     | 1                     | 0                     | 17    | 1     | 0      |
| R. B. Leipzig · Alemania          | 1.ª           | 2020-21       | 27    | 1     | 1      | 4                | 0                | 0                | 6                     | 0                     | 0                     | 37    | 1     | 1      |
| R. B. Leipzig · Alemania          | 1.ª           | 2021-22       | 24    | 0     | 1      | 4                | 0                | 0                | 9                     | 0                     | 0                     | 37    | 0     | 1      |
| R. B. Leipzig · Alemania          | Total club    | Total club    | 75    | 1     | 4      | 10               | 0                | 0                | 18                    | 1                     | 0                     | 103   | 2     | 4      |
| Leeds United F. C. Inglaterra     | 1.ª           | 2022-23       | 24    | 0     | 0      | 2                | 0                | 0                | ―                     | ―                     | ―                     | 26    | 0     | 0      |
| Leeds United F. C. Inglaterra     | Total club    | Total club    | 24    | 0     | 0      | 2                | 0                | 0                | 0                     | 0                     | 0                     | 26    | 0     | 0      |
| AFC Bournemouth Inglaterra        | 1.ª           | 2023-24       | 3     | 0     | 0      | 1                | 0                | 0                | ―                     | ―                     | ―                     | 4     | 0     | 0      |
| AFC Bournemouth Inglaterra        | 1.ª           | 2024-25       | 28    | 0     | 3      | 4                | 0                | 0                | —                     | —                     | —                     | 32    | 0     | 3      |
| AFC Bournemouth Inglaterra        | Total club    | Total club    | 31    | 0     | 3      | 5                | 0                | 0                | 0                     | 0                     | 0                     | 36    | 0     | 3      |
| Total carrera                     | Total carrera | Total carrera | 189   | 3     | 15     | 24               | 0                | 1                | 27                    | 2                     | 1                     | 240   | 5     | 17     |

## Vida privada
Adams nació en el condado de Dutchess, Nueva York, hijo de Melissa Russo. Tyler atribuye gran parte del éxito en su vida a la inquebrantable devoción de su madre por él. Ejemplos de esto incluyen a Melissa conduciendo el viaje de ida y vuelta de más de 150 millas a las instalaciones de Red Bulls antes de que Tyler tuviera la edad suficiente para hacer el viaje él mismo. Melissa crio a Tyler durante la mayor parte de sus primeros años por su cuenta. Con el tiempo, Melissa se casó con Daryl Sullivan y sus tres hijos se convirtieron en una parte esencial de la vida de Tyler. Es de ascendencia afroamericana a través de su padre. Su padrastro, Daryl Sullivan, fue entrenador de fútbol en la escuela secundaria y la universidad. Adams se graduó de la escuela secundaria Roy C. Ketcham en Wappingers Falls, Nueva York. También es dueño de un club local Hudson Valley Hammers de la USL2.

## Palmarés

### Títulos nacionales
| Título           | Club          | País     | Año  |
| ---------------- | ------------- | -------- | ---- |
| Copa de Alemania | R. B. Leipzig | Alemania | 2022 |

### Títulos internacionales
| Título                          | Club (*)                    | Sede           | Año  |
| ------------------------------- | --------------------------- | -------------- | ---- |
| Liga de Naciones de la Concacaf | Selección de Estados Unidos | Estados Unidos | 2020 |
| Liga de Naciones de la Concacaf | Selección de Estados Unidos | Estados Unidos | 2024 |

(*) Incluyendo la selección.